# Agriomelissa
Agriomelissa é um gênero de traça pertencente à família Brachodidae.